# Folke Alnevik
Folke Alnevik (Suecia, 31 de diciembre de 1919-Gavle, 17 de agosto de 2020) fue un atleta sueco, especialista en la prueba de 4x400 m en la que llegó a ser medallista de bronce olímpico en 1948.

## Carrera deportiva
En los JJ. OO. de Londres 1948 ganó la medalla de bronce en los relevos de 4x400 metros, con un tiempo de 3:16.0 segundos, llegando a meta tras Estados Unidos (oro) y Francia (plata), siendo sus compañeros de equipo Lars-Erik Wolfbrandt, Kurt Lundquist y Rune Larsson.
En 2020 contrajo COVID-19 y pudo superarlo, murió por complicaciones de una úlcera el 17 de agosto de 2020.